# Placebo (Album)
Placebo ist das selbstbetitelte Debütalbum der britischen Band Placebo. Das Album wurde am 16. Juli 1996 von Virgin Records veröffentlicht und erreichte Platz 5 der Albumcharts im Vereinigten Königreich. Die dritte Singleauskopplung Nancy Boy kam bis auf Position 4 der Charts.
Mit ihrem Debütalbum beschritten Placebo andere musikalische Wege als die damals vorherrschende Britpop-Bewegung um Oasis und Blur. Die Band setzt auf ihrem Album auf klassischen Rock mit Punk-Einflüssen. Im Gegensatz zu ihren späteren Alben Without You I’m Nothing und Black Market Music verzichtete Placebo auf düstere melancholische Balladen. Auch sind keine elektronischen Elemente, wie auf Sleeping with Ghosts, zu hören.

## Titellisten

### Placebo (1996)
1. Come Home – 5:09
2. Teenage Angst – 2:42
3. Bionic – 5:00
4. 36 Degrees – 3:05
5. Hang on to Your IQ – 5:13
6. Nancy Boy – 3:48
7. I Know – 4:44
8. Bruise Pristine – 3:35
9. Lady of the Flowers – 4:47
10. Swallow – 22:24
11. Hong Kong Farewell – 14:52 (Hidden Track)

### 10th Anniversary Edition (2006)
2006 erschien eine Neuauflage zum 10-jährigen Jubiläum mit zusätzlichen Tracks (Demoaufnahmen und B-Sides) und einer DVD, die die zugehörigen Musikvideos und einige Liveauftritte beinhaltet. Der ursprüngliche Hidden Track wird als H K Farewell betitelt und erscheint auf der CD als ganz normaler Track jedoch an aller letzter Stelle.
1. Come Home – 5:10
2. Teenage Angst – 2:40
3. Bionic – 5:01
4. 36 Degrees – 3:05
5. Hang on to Your IQ – 5:14
6. Nancy Boy – 3:30
7. I Know – 4:43
8. Bruise Pristine – 3:38
9. Lady of the Flowers – 4:49
10. Swallow – 4:50
11. Paycheck (Demo) – 3:00
12. Flesh Mechanic (Demo) – 4:29
13. Drowning by Numbers – 2:57
14. Slackerbitch – 3:24
15. H K Farewell – 7:31

10th Anniversary Collector’s Edition DVD
- „Come Home (Alexandra Palace – 11.04.06)“ – 5:00
- „Teenage Angst (The Big Breakfast – 29.08.96)“ – 2:39
- „Nancy Boy (Top of the Pops – 31.01.97)“ – 3:09
- „Lady of the Flowers (Glastonbury Festival – 27.06.98)“ – 5:41
- „Teenage Angst (The White Room – 23.08.96)“ – 2:29
- „Bruise Pristine (Top of the Pops – 23.05.97)“ – 2:33
- „36 Degrees (Wembley Arena – 05.11.04)“ – 5:02
- „36 Degrees“ (video) – 3:15
- „Teenage Angst“ (video) – 2:40
- „Nancy Boy“ (video) – 3:20
- „Bruise Pristine“ (video) – 2:59
- „Soulmates Never Die Live in Paris Trailer“ – 2:03

Laufzeit insgesamt: 40:49

## Singleauskopplungen
- Bruise Pristine
- Come Home
- 36 Degrees
- Teenage Angst
- Nancy Boy
- Bruise Pristine (Wiederveröffentlichung)

## Auszeichnungen für Musikverkäufe
| Land/Region                  | Auszeichnungen für Musikverkäufe (Land/Region, Auszeichnung, Verkäufe) | Verkäufe |
| ---------------------------- | ---------------------------------------------------------------------- | -------- |
| Belgien (BRMA)               | Gold                                                                   | 25.000   |
| Frankreich (SNEP)            | Gold                                                                   | 100.000  |
| Vereinigtes Königreich (BPI) | Platin                                                                 | 300.000  |
| Insgesamt                    | 2× Gold · 1× Platin ·                                                  | 425.000  |